# مردی از شرق
مردی از شرق (به انگلیسی: Man of the East) فیلمی ایتالیایی به سبک وسترن اسپاگتی است. این فیلم محصول سال ۱۹۷۲ و به کارگردانی انتسو باربونی است. در این فیلم بازیگرانی همچون ترنس هیل، گرگوری ولکات، هری کری جونیور، یانتی سومر، انتسو فی‌یرمونته، ژان لوئی، سالواتوره باکارو و سال بورجسه ایفای نقش کرده‌اند.
این فیلم در ایران با نام مردی از شرق دوبله و پخش شده است.

## خلاصه داستان
«جو» پس از مرگ پدرش به غرب وحشی می‌رود تا تبدیل به یک مرد واقعی شود. او از اسلحه، دعوا و خشونت بیزار است و عاشق شعر خواندن است. همچنین دوچرخه را به اسب ترجیح می‌دهد. سه معلم او هرکاری می‌کنند نمی‌توانند آموزش‌های لازم برای جنگیدن و دفاع را به او یاد دهند، تا اینکه «جو» عاشق یک دامدار جوان می‌شود و بخاطر حسادت مردی مسلح بنام «مورتون» به عشق آنها، تصمیم می‌گیرد از خود دفاع کند…